# Lapugnoy Military Cemetery
Lapugnoy Military Cemetery is een Britse militaire begraafplaats met gesneuvelden uit de Eerste en Tweede Wereldoorlog, gelegen in de Franse gemeente Lapugnoy in het departement Pas-de-Calais. De begraafplaats ligt ongeveer 1 km ten westen van het dorpscentrum. Ze werd ontworpen door Edwin Lutyens en wordt onderhouden door de Commonwealth War Graves Commission. Het licht hellend terrein heeft een langwerpige onregelmatige vorm met twee niveaus gescheiden door een muurtje met trap. Het Cross of Sacrifice staat links naast de toegang en de Stone of Remembrance staat centraal op het terrein. De begraafplaats is omgeven door een haag, behalve aan de straatkant waar een muur in natuursteen is gebouwd.
De begraafplaats telt 1.326 doden uit de Eerste Wereldoorlog en 11 uit de Tweede Wereldoorlog.

## Geschiedenis
De begraafplaats werd gestart in september 1915. De meeste slachtoffers zijn gewonden die in de hulpposten overleden waren gedurende de slag om Arras in april 1917. Tussen mei en augustus 1918 werd de begraafplaats tijdens het Duitse lenteoffensief door gevechtseenheden gebruikt. 
Er rusten nu 965 Britten (waaronder 3 niet geïdentificeerde), 349 Canadezen, 7 Australiërs, 2 Zuid-Afrikanen, 1 Chinees (ingedeeld bij het Chinese Labour Corps) en 2 Duitsers uit de Eerste Wereldoorlog. Elf Britten worden met Special Memorials herdacht omdat hun graven niet meer gelokaliseerd konden worden. 
Tijdens de Tweede Wereldoorlog werden nog 11 Britten bijgezet die sneuvelden tijdens de gevechten tegen het oprukkende Duitse leger in mei 1940.

## Graven

### Onderscheiden militairen
- Gordon Strachy Shephard, brigade-generaal bij het Royal Flying Corps werd onderscheiden met de Distinguished Service Order (DSO) en het Military Cross (MC). Hij was ook ridder in het Franse Legioen van Eer.
- Lionel William Pellew East, brigade-generaal bij de Royal Artillery werd onderscheiden met de Distinguished Service Order (DSO) en was lid van de Orde van Sint-Michaël en Sint-George (CMG).
- Edwin Woodman Leonard, luitenant-kolonel bij de Canadian Field Artillery en Osmond Trahairn Deudraeth Williams, kapitein bij de Welsh Guards werden onderscheiden met de Distinguished Service Order (DSO).
- de kapiteins Hugh Arthur, Georges James Morrison en H.K. Simonet, de luitenants Arthur Henry Beer en John Arnold Stannard en de onderluitenants Thomas Joseph Price en James Glen Graig werden onderscheiden met het Military Cross (MC).
- Cyril Freeman Hobbs korporaal bij de Australian Mining and Boring Company werd onderscheiden met de Meritorious Service Medal (MSM).
- soldaat Alexandre Morin en monteur Reg Birkin ontvingen de Distinguished Conduct Medal (DCM), Birkin was ook nog drager van de Military Medal (MM).
- verder ontvingen nog 21 militairen de Military Medal (MM).

### Minderjarige militairen
- F. Somers, soldaat bij de Canadian Infantry was slechts 16 jaar toen hij op 29 januari 1917 sneuvelde.
- Bert Damon en A.G. Holcombe, beiden schutter bij het London Regiment waren 17 jaar toen ze sneuvelden.
- John J.I. Fraser, en Bruce A. Nickerson, beiden soldaat bij de Canadian Infantry en David Leslie, soldaat bij de Black Watch (Royal Highlanders) waren eveneens 17 jaar toen ze sneuvelden.

### Aliassen
- soldaat W. Matthews diende onder het alias W. Goodall bij het Gloucestershire Regiment
- soldaat Harrison Kurtz diende onder het alias H. Butlin bij het Canadian Mounted Rifles Battalion.
- soldaat R. Faulkner diende onder het alias R. Griglinton bij de Royal Inniskilling Fusiliers.
- soldaat Maurice Williams O'Connor diende onder het alias J. Ruddy bij de Cameron Highlanders.

### Gefusilleerde militairen
- John Taylor, soldaat bij het 2nd Bn. South Staffordshire Regiment, werd wegens desertie gefusilleerd op 6 november 1917.
- Arthur Charles Dagesse, soldaat bij het 22nd Battalion Canadian Infantry, werd wegens desertie gefusilleerd op 15 maart 1918. Hij was 33 jaar.[2]